# We've All Been There
We've All Been There es el primer álbum de estudio del exvocalista de The Calling, Alex Band. El álbum fue lanzado el 29 de junio de 2010 hasta el propio sello de la venda, AMB Records, en un acuerdo de distribución con EMI Records.
El álbum fue retrasado varias veces desde la grabación fue originalmente terminada en 2007. Banda había firmado inicialmente un acuerdo con Geffen Records , pero más tarde se aventuró en su propio sello después, finalmente, volver a comprar los derechos de las cintas maestras después de Geffen había pasado por una reestructuración importante.
El primer sencillo "Tonight", fue lanzado junto con un video musical el 15 de febrero de 2010.

## Lista de canciones
Todas las canciones están compuestas por Alex Band.
| N.º | Título                     | Duración |  |
| 1.  | «We've All Been There»     | 4:00     |  |
| 2.  | «What Is Love»             | 3:53     |  |
| 3.  | «Tonight»                  | 3:57     |  |
| 4.  | «Forever Yours»            | 3:12     |  |
| 5.  | «Please»                   | 3:53     |  |
| 6.  | «Will Not Back Down»       | 4:04     |  |
| 7.  | «Euphoria»                 | 3:54     |  |
| 8.  | «Never Let You Go»         | 3:52     |  |
| 9.  | «Only One»                 | 3:36     |  |
| 10. | «Leave (Today Is the Day)» | 3:34     |  |
| 11. | «Holding On»               | 3:18     |  |
| 12. | «Without You»              | 4:20     |  |
| 13. | «Love»                     | 3:38     |  |
| 14. | «Start Over Again»         | 4:06     |  |

Deluxe Edition
| Deluxe Edition Bonus Track |                                                   |          |  |
| N.º                        | Título                                            | Duración |  |
| 15.                        | «Cruel One» (con Chantal Kreviazuk & Emmy Rossum) | 4:32     |  |

## Posicionamiento en lista
| Lista (2010)            | Posiciones |
| ----------------------- | ---------- |
| Austrian Albums Chart   | 17         |
| European Top 100 Albums | 47         |
| German Albums Chart     | 12         |
| Swiss Albums Chart      | 46         |
| US Albums Chart         | 42         |

## Personal
Banda
- Alex Band - voz principal, coros, guitarra rítmica, bajo, letras
- Daniel Damico - composición, la guitarra, el piano, la programación, las cadenas, la ingeniería
- Jamie Muhoberac - teclado, el piano
- Tim Pierce - guitarra líder
- Abe Laboriel Jr. - tambores, percusión
- Paul Buckmaster - arreglo de cuerdas
- Dorian Crozier - batería
- Kenny Aronoff - batería

Productores
- John Fields - productor
- Chuck Reed - productor
- Matt Serletic - productor
- Tal Herzberg - productor
- Chris Lord-Alge - mezclado